# تری‌هاوس فودز
تری‌هاوس فودز (انگلیسی: TreeHouse Foods) شرکت هلدینگ آمریکایی است، که در سال ۲۰۰۵ تأسیس شد.